# Grand bharal
Espèce
Statut de conservation UICN

 LC  : Préoccupation mineure
Statut CITES
Le Grand Bharal ou Mouton bleu (Pseudois nayaur) est une espèce de ruminants de la famille des Bovidae, sous-famille des Caprinae, vivant dans l'Himalaya.

## Description
Le bharal possède un pelage gris-bleuâtre, qui diffère de ton chez les individus, certains sont même plutôt marron clair. Le pelage est noir sur le front, sur le bas du cou et sur l'avant des pattes (antérieurs et postérieurs). Le bharal possède également du blanc sur les joues, le haut du cou, le museau, le ventre, également sur l'arrière des pattes et sur les genoux. Les deux sexes possèdent des cornes en lyres, plus grosses, plus épaisses et plus incurvées chez le mâle, plus fines chez la femelle.

## Liste des sous-espèces
Selon GBIF (10 décembre 2023) :
- Pseudois nayaur nayaur
- Pseudois nayaur schaeferi (Haltenorth, 1963)
- Pseudois nayaur szechuanensis

## Galerie

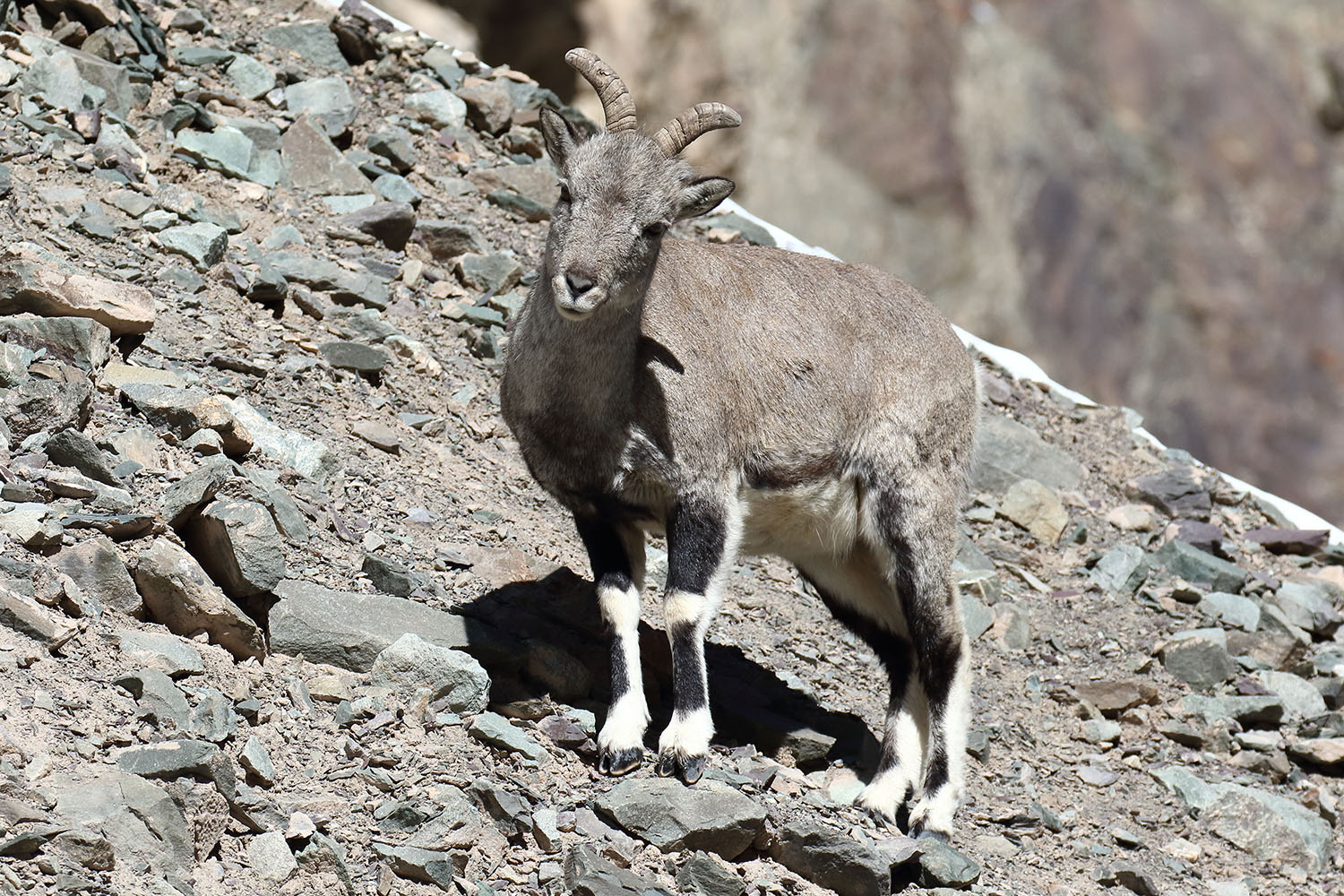
Grand Bharal (Ladakh, Inde).
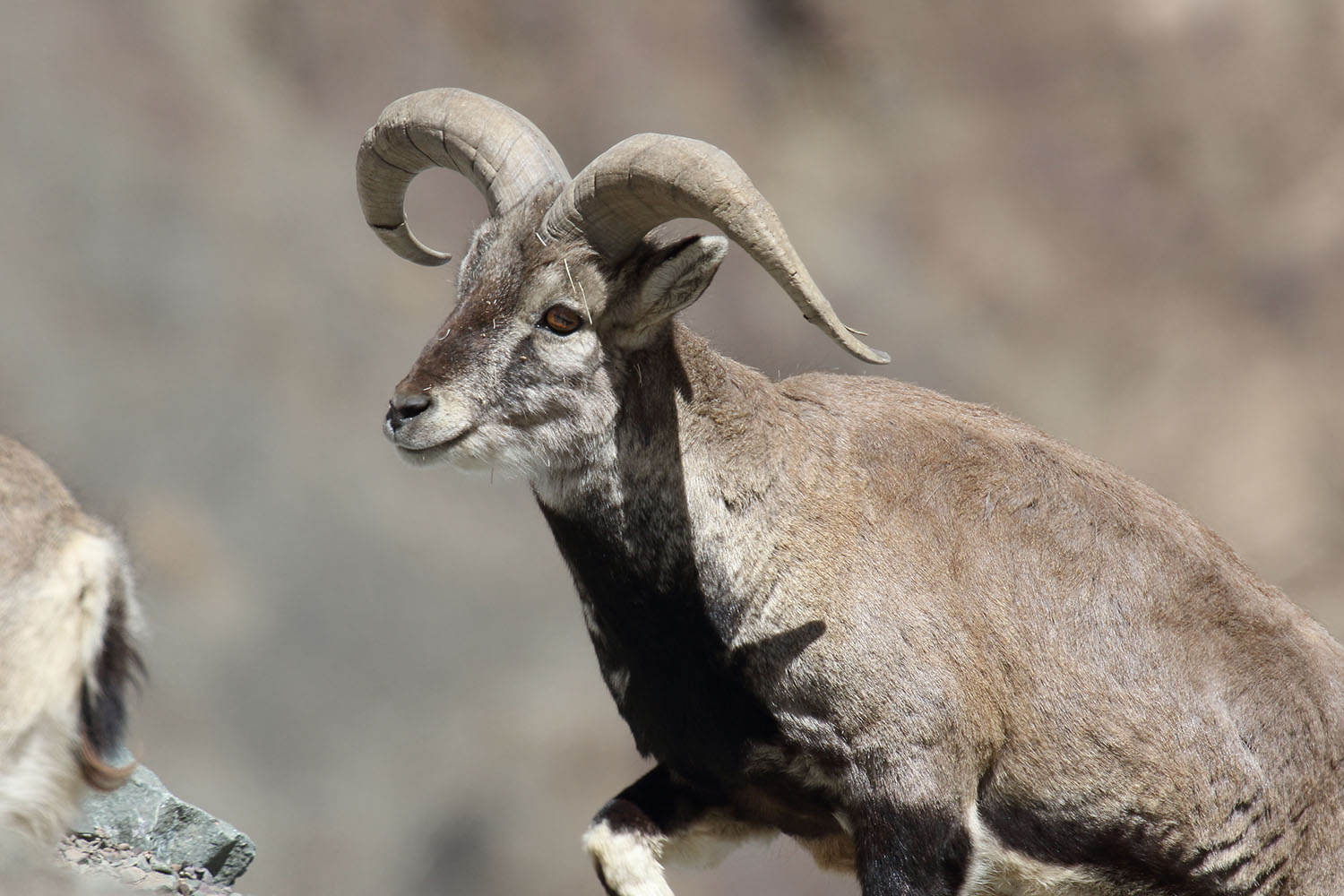
Grand Bharal (Ladakh, Inde).